# New Economics Foundation
New Economics Foundation (NEF, en español 'Fundación para una Nueva Economía') es un think tank británico.

## Fundación y estructura de NEF
NEF fue fundado en 1986 por los dirigentes de The Other Economic Summit (TOES) con el objetivo de investigar y proponer un 'nuevo modelo de creación de riqueza, basada en la igualdad, la diversidad y la estabilidad económica'. NEF es una organización sin ánimo de lucro fundada y financiada por aportaciones individuales y organismos públicos.
La fundación cuenta con 50 empleados ubicados en su sede de Londres. Sus programas incluyen la investigación en el bienestar, sus propios tipos de medición y evaluación, la regeneración local sostenible, sus propias formas de financiación y modelos de negocio, los servicios públicos sostenibles y la economía del cambio climático.

## Investigaciones
NEF trabaja en diferentes áreas: desarrollo sostenible y comunitario, igualdad en el trabajo, reducción del tiempo de trabajo, desarrollo de la democracia y economía sostenible. La fundación NEF investiga en los indicadores de sostenibilidad, que miden aspectos de la vida y el medio ambiente, los cuales indican las relaciones entre crecimiento económico y sostenibilidad.
De 1995 a 2000 NEF realizó auditorías sociales de numerosas empresas con el objetivo de medir y evaluar el comportamiento social y ético de dichas empresas (Responsabilidad social corporativa y responsabilidad social) de acuerdo con sus propias normas. Este trabajo fue fundamental en la formación del Instituto de Responsabilidad Social y Ética (Institute of Social and Ethical Accountability) para promover normas profesionales estandarizadas en el comportamiento social y auditoría empresarial y laboral.

## Acciones de NEF

### CampañaJubilee 2000por la eliminación de la deuda externa
La campaña Jubilee 2000, organizada por NEF, recogió 24 millones de firmas en su petición mundial para la promoción del desarrollo, eliminación de la pobreza extrema y condonación de la deuda externa y la deuda odiosa como acciones para alcanzar los Objetivos de Desarrollo del Milenio.

### Índice del Planeta Feliz
En julio de 2006, NEF puso en marcha el denominado Índice del Planeta Feliz (Happy Planet Index), con intención de desafiar a los índices actuales de éxito de un estado, centrados en el producto interno bruto (PIB) y el Índice de Desarrollo Humano (IDH).

### Propuesta de 21 horas de trabajo semanal
En febrero de 2010 NEF realizó una campaña de promoción para una transición gradual a una semana de trabajo de 21 horas, editando la publicación 21 horas: ¿Por qué una semana laboral más corta puede ayudarnos a todos a prosperar en el siglo 21? - 21 horas (enlace roto disponible en Internet Archive; véase el historial, la primera versión y la última). en el que se argumenta que una semana laboral «normal» de 21 horas podría ayudar a resolver muchos problemas: exceso de trabajo, desempleo, consumo excesivo, altas emisiones de carbono, bajo bienestar, desigualdad social, mejorando la disponibilidad de tiempo para realizar una vida plena.

### El problema de la soledad crónica
La NEF considera que el coste del aislamiento de las personas en edad laboral no es solo para los que padecen la soledad sino que genera unos gastos en atención médica y social cada vez más altos. Los mayores con soledad crónica necesitan mayor atención de los servicios de salud y de las instituciones locales.

## Publicaciones
En español
- '21 horas: ¿Por qué una semana laboral más corta puede ayudarnos a todos a prosperar en el siglo 21? (enlace roto disponible en Internet Archive; véase el historial, la primera versión y la última)., NEF, 2010, Jane Franklin, Anna Coote
  - 21 horas: ¿Por qué una semana laboral más corta puede ayudarnos a todos a prosperar en el siglo 21?. webarchive, NEF.

En inglés
- Public services and (in)equality in an age of austerity  by Joe Penny (July 2013)
- Where does money come from? by Andrew Jackson, Richard Werner, Tony Greenham, Josh Ryan-Collins (12 December 2012)
- Growth isn't Possible: Why rich countries need a new economic direction by Andrew Simms, Dr Victoria Johnson, Peter Chowla (25 January 2010).
- 21 hours: Why a shorter working week can help us all to flourish in the 21st century by Anna Coote, Andrew Simms and Jane Franklin (13 February 2010).
- The Happy Planet Index: An index of human well-being and environmental impact by Nic Marks, Saamah Abdallah, Andrew Simms and Sam Thompson, (12 July 2006).
- Clone Town Britain: The survey results on the bland state of the nation Andrew Simms, Petra Kjell and Ruth Potts (6 June 2005).